# TRIM28
Motivo tripartito 28 (TRIM28), también conocida como factor intermediario transcripcional 1β (TIF1β), es una proteína codificada en humanos por el gen TRIM28.

## Gen
El gen TRIM28 se ubica en el cromosoma 19 (humano) brazo largo q, banda 13.43, 
utilizando la notación internacional del locus, de manera resumida: 19q13.43.

## Función
TRIM28 está implicado en el control transcripcional por interacción con el dominio de represión asociado a la caja Krüppel presente en multitud de factores de transcripción.  
La proteína se localiza en el núcleo celular y parece encontrarse asociada con regiones específicas de la cromatina. 
La proteína TRIM28 pertenece a la familia de motivos tripartitos. Este motivo tripartito incluye tres dominios de unión a zinc, un dominio de dedos RING, una B-box tipo 1, una B-box tipo 2 y una región de hélice superenrollada.

## Interacciones
La proteína TRIM28 ha demostrado ser capaz de interaccionar con:
- CBX5[4][5][6][7]
- ZNF10[8][9]
- CEBPB[10][11]
- SETDB1[12]
- Receptor de glucocorticoides[11]